# Smalsporsbanen Antonivka – Saritjne
Smalsporsbanen mellem Antonivka – Saritjne er en jernbanestrækning i Ukraine. Med sine 106 kilometer er det den længste smalsporsbane i Europa.[kilde mangler] De to byer, som banen forbinder, ligger i det nordvestlige Ukraine. Rejsen med smalsporsbanen i én retning varer fire timer. Sporvidden er 75 centimeter. Strækningen blev anlagt i 1895. Oprindeligt blev banen brugt til at fragte tømmer.
Ruten fører gennem Prypjat-sumpene – Europas største vådområde, der strækker sig næsten hundredetusinde kvadratkilometer fra hviderussiske Brest i vest og ned mod Ukraines hovedstad Kyiv i øst.